# CORE (Registrar)
CORE (Internet COuncil of REgistrars) ist eine gemeinnützige Organisation, in der sich internationale Unternehmen nach schweizerischem Gesetz zusammengeschlossen haben.

## Geschichte
Die Vereinigung wurde im Oktober 1997 gegründet. Ihr Zweck war es, das damals monopolistisch von Network Solutions verwaltete System der generischen Top-Level-Domains auf international breite Füße zu stellen. Die Mitglieder von CORE, die allesamt Registrare sind, sollten für die Endkunden im Wettbewerb Domains registrieren. Zunächst sollten sieben neue generische Top-Level-Domains geschaffen werden: .arts, .firm, .info, .nom, .rec, .shop und .web. Anschließend sollte auch die Verwaltung der bereits bestehenden Adressen .com, .net und .org übernommen werden.
Durch Widerstand der Regierung der Vereinigten Staaten wurden die Pläne zunächst verzögert, später ganz zum Scheitern gebracht. Es kam zur Gründung der privatrechtlich organisierten ICANN, die statt CORE in Selbstverwaltung für das Domain-System weltweit zuständig ist.
CORE hat seine Strategie daraufhin geändert: Einerseits ist die Organisation als Registrar tätig und beantragt bei den jeweils zuständigen Registries neue Domains im Auftrag ihrer Mitglieder. Diese wiederum bieten die Domains dann ihren Endkunden und Resellern an. Zu den Top-Level-Domains, unter denen bei CORE Domains registriert werden können, gehören diverse generische und länderspezifische Top-Level-Domains. Gleichzeitig fungiert CORE selbst als Registry für .museum und .cat.
Eine größere Aufmerksamkeit kam CORE als Teil des Konsortiums EURE zu, das sich 2002 bei der Europäischen Kommission um die Verwaltung von .eu beworben hat, aber letztendlich nicht durchsetzen konnte. Im Zuge der Einführung neuer Top-Level-Domains bewarb sich CORE erneut um eine Top-Level-Domain: Im Auftrag der General Association of International Sports Federations sollte der technische Betrieb von .sport übernommen werden.